# Експобанк
Експобанк — універсальний банк, заснований 1991, надає повний спектр банківських послуг клієнтам — фізичним та юридичним особам.
Член Асоціації українських банків, Української міжбанківської валютної біржі, Київської міжнародної фондової біржі, Міжрегіональної фондової спілки, ПФТС, S.W.I.F.T., Western Union, PrivatMoney, MoneyGram, UniStream, Алюр, Анелік. За розміром регулятивного капіталу та активів банк зараховано до 3 групи за класифікацією Національного банку України.
АТ "КБ «Експобанк» зареєстрований Національним банком України 26.12.1991 як комерційний банк (реєстраційний № 75).
На даний час до 25.12.14р. перебуває під дією тимчасової адміністрації. Банкрут - неплатоспроможний банк.

## Організаційна структура
- головний офіс;
- безбалансових відділень — 25.

## Голова Правління
- Гетьманенко Юрій Іванович